# J. M. Barrie
Sir James Matthew Barrie, 1º baronete, OM (Kirriemuir, Escócia, 9 de maio de 1860 — Londres, Inglaterra, 19 de junho de 1937), muitas vezes referido como J. M. Barrie, foi um escritor e dramaturgo britânico nascido na Escócia. Nascido no pequeno condado escocês de Angus, Barrie frequentou a Glasgow Academy e a University of Edinburgh, até se mudar para Londres em 1885, para seguir carreira de dramaturgo e escritor. Escreveu diversas peças teatrais e livros durante quase toda a vida, em sua maioria voltada para o público adulto, inclusive a peça, ao contrário do como é referido comumente, The Boy Who Wouldn't Grow Up (O Menino Que Nunca Quis Crescer, em português), de 1904, que deu origem ao famoso personagem Peter Pan, sua mais célebre e famosa criação, um menino criado pelas fadas que conseguia voar e vivia em uma terra mágica chamada Neverland (ou Terra do Nunca, como é conhecido nos países lusófonos), onde não envelhecia jamais. Porém, só em 1911 o romance Peter and Wendy ou simplesmente Peter Pan, foi publicado em livro, narrando a clássica história dos irmãos Darling, Wendy, João e Miguel (Wendy, John e Michael, em inglês) que acompanham Peter Pan em uma jornada pela Terra do Nunca, onde enfrentam piratas, liderados pelo Capitão Gancho.  Antes disso Barrie escreveu os romances Little White Bird (1902) e Peter Pan in Kensington Gardens (1906), ambos inspirados no personagem, narrando suas aventuras no Jardins de Kensington, em Londres.
Acredita-se que Barrie tenha se inspirado em sua amizade com os filhos de Sylvia Llewelyn Davies, uma dona de casa viúva a quem o escritor conheceu por acaso, para criar o mundo mágico de Peter Pan. De fato, Barrie se tornou tutor dos garotos depois da morte de Sylvia até sua morte em 1937, devido a uma forte pneumonia; Em vida, doou os direitos autorais da história de Peter Pan ao hospital pediátrico Great Ormond Street.

## Biografia
O pai do autor, David Barrie, era um fiandeiro e sua mãe, Margaret Ogilvy, a filha de um pedreiro. O casal teve dez filhos e Barrie foi o nono. Jamie, como era chamado, ouvia histórias de piratas contadas por sua mãe que lia para seus filhos as aventuras de R. L. Stevenson. Quando Barrie tinha sete anos, seu irmão David morreu em um acidente de patinação (patinagem). David fora o filho preferido e sua mãe caiu em depressão. Barrie tentou conseguir sua afeição vestindo-se com as roupas do irmão falecido. A relação obsessiva que surgiu entre mãe e filho marcaria a sua vida. Depois da morte da mãe, Barrie publicou, em 1896, uma biografia em sua memória.
Aos 13 anos, Barrie saiu de sua casa. Na escola, interessou-se por teatro e devorou obras de autores como Julio Verne, Mayne Reid e James Fenimore Cooper.
Barrie estudou na Dumfries Academy e na Universidade de Edimburgo. Depois de trabalhar como jornalista para o Nottingham Journal, mudou-se para Londres em 1885, de bolsos vazios, como escritor independente. Vendia seus trabalhos, a maioria humorísticos, para revistas de moda, como The Pall Mall Gazett.
Em seu romance de mistério Better Dead (1888), Barrie satiriza pessoas conhecidas. Com seus amigos Jerome K. Jerome, Arthur Conan Doyle, P.G. Wodehouse e outros fundou um clube de críquete chamado Allahakbarries. Doyle era o único membro que realmente conseguia jogar "cricket".
Em 1888 ganhou fama com Auld Licht Idylls, um retrato da vida escocesa. A crítica elogiou sua originalidade. Seu melodrama The Little Minister (1891) se tornou um imenso sucesso e foi filmado posteriormente por três vezes. Depois disso, Barrie passou a escrever para o teatro.
The Little Minister foi uma produção de palco muito popular tanto na Inglaterra quanto nos Estados Unidos, onde Barrie começa sua colaboração com o empresário Charles Frohman e sua estrela Maude Adams. Duas das melhores peças de Barrie, Quality Street, sobre duas irmãs que abriram uma escola para “crianças refinadas”, e The Admirable Crichton, na qual um mordomo salva uma família após um naufrágio, foram produzidas em Londres em 1902 e posteriormente filmadas.
Em 1894 casou-se com Mary Ansell, que havia aparecido em sua peça, Walker, London. Segundo a biografia escrita por Janet Dunbar, de 1970, Barrie possuía disfunção erétil, sendo que muitas fontes afirmam que ele era assexuado.

## Peter Pan

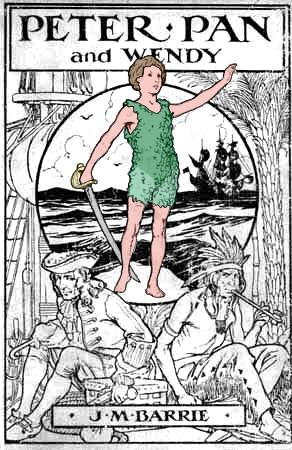
capa do livro Peter e Wendy, de 1915

No mesmo ano o nome de Peter Pan aparece no romance adulto de Barrie, The Little White Bird. A obra é uma narração em primeira pessoa, sobre a ligação entre um rico solteiro e um garotinho, David. Levando o garoto para passear em Kensington Gardens, o narrador lhe conta sobre Peter Pan, que podia ser encontrado nos jardins, à noite.
Peter Pan foi produzido para os palcos em 1904, mas a peça teve que esperar vários anos por uma versão impressa definitiva e não apareceu com uma história narrativa até 1911. O livro foi intitulado Peter e Wendy. No epílogo do romance, Peter visita uma Wendy já adulta.

A história de aventura de Barrie foi a consequência da sua não revelada busca pelo amor. Peter Pan serviu como uma consolação pela falta de afeição recebida pelas duas mulheres mais importantes de sua vida: sua mãe e sua esposa. Barrie escreveu a peça numa tentativa de definir seu remorso por perder sua infância e nunca ter tido um filho ou filha como Peter ou Wendy.
Cada vez que uma criança diz "Eu não acredito em fadas" em algum lugar uma pequenina fada cai morta no chão. (Trecho de Peter Pan)

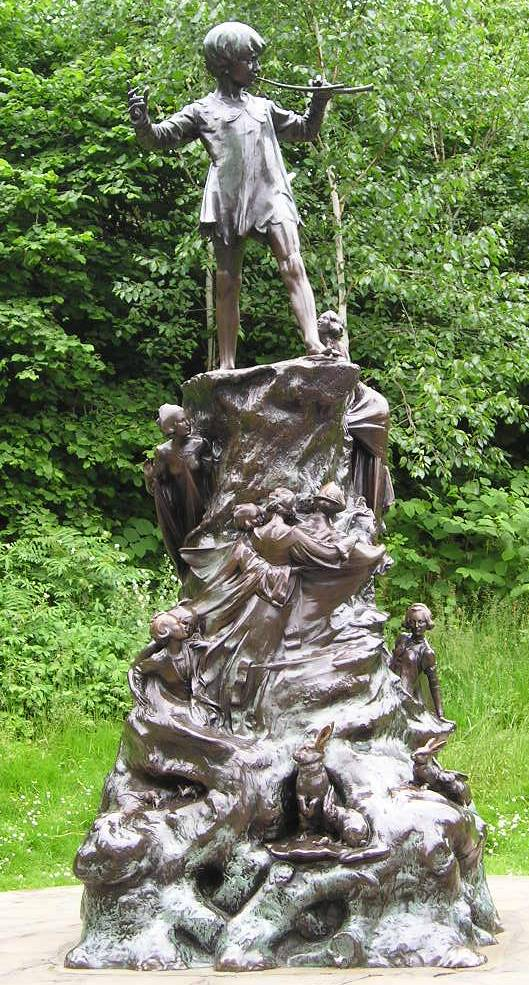
Estátua de Peter Pan, em Londres

Peter Pan desenvolveu-se gradualmente das histórias que Barrie contava para os cinco filhos de Sylvia Llewelyn Davies, ela própria filha do romancista George du Maurier e uma figura materna com quem Barrie teve uma longa amizade. Arthur, marido de Sylvia, não ficou feliz com a invasão da família por Barrie. Quando Sylvia e seu marido morreram, Barrie tornou-se o guardião não-oficial de seus filhos, mas na realidade ele era talvez mais um sexto filho do que um pai adotivo. George, um dos filhos, morreu na Primeira Guerra. Michael se afogou com um amigo em Oxford (possivelmente, foi um suicídio combinado entre ambos). A morte de Michael foi uma grande perda para Barrie. Peter, que se tornou editor, cometeu suicídio em 1960, se jogando na frente de um metrô. É dito que Peter se tornou muito infeliz ao longo da vida, por nunca conseguir se desassociar do personagem que recebeu seu nome.
Durante a Primeira Guerra, Barrie fez um filme do gênero western com seus amigos, estrelando Shaw, William Archer, G.K. Chesterton, entre outros. Escreveu mais duas peças de fantasia. Dear Brutus (1917) descreve um grupo de pessoas que entram numa floresta mágica onde eles são transformados nas pessoas que eles poderiam ter se tornado se tivessem feito escolhas diferentes. Mary Rose (1920) é a história de uma mãe procurando por seu filho perdido. Eventualmente ela se torna um fantasma.
Barrie tornou- se barão e, em 1922, recebeu a Ordem de Mérito. Era visitado em Adelphi Terrace, por ministros, duques e estrelas do cinema, como Charlie Chaplin e admiradores, que ele ocasionalmente ajudava com dinheiro ou conselhos.
Mesmo já com a idade avançada, Barrie podia interpretar o Capitão Gancho e Peter Pan com entusiasmo para o filho de sua secretária, Lady Cynthia Asquith.
O criador do menino eternamente jovem e da Terra do Nunca morreu em 19 de Junho de 1937 de pneumonia. Encontra-se sepultado no Cemitério Kirriemuir, Kirriemuir, Angus na Escócia.

## Obras

### Peter Pan
- The Little White Bird, or Adventures in Kensington Gardens (1902)
- Peter Pan; or, the Boy Who Wouldn't Grow Up encenado 1904, publicado 1928)
- Peter Pan in Kensington Gardens (1906)
- When Wendy Grew Up: An Afterthought (escrito – 1908, publicado 1957)
- Peter and Wendy (romance) (1911)

### Outras obras por ano
- Better Dead (1887)
- Auld Licht Idylls (1888)
- When a Man's Single (1888)
- A Window in Thrums (1889)
- My Lady Nicotine (1890)
- The Little Minister (1891)
- Richard Savage (1891)
- Ibsen's Ghost (Toole Up-to-Date) (1891)
- Walker, London (1892)
- Jane Annie (opera)
- A Powerful Drug and Other Stories (1893)
- A Tillyloss Scandal (1893)
- Two of Them (1893)
- A Lady's Shoe (1893) (dois contos: A Lady's Shoe, The Inconsiderate Waiter)
- Life in a Country Manse (1894)
- Scotland's Lament: A Poem on the Death of Robert Louis Stevenson (1895)
- Sentimental Tommy, The Story of His Boyhood (1896)
- Margaret Ogilvy (1896)
- Jess (1898)
- Tommy and Grizel (1900)
- The Wedding Guest (1900)
- The Boy Castaways of Black Lake Island (1901)
- Quality Street (peça) (1901)
- The Admirable Crichton (peça) (1902)
- Little Mary (peça) (1903)
- Alice Sit-by-the-Fire (peça) (1905)
- Pantaloon (1905)
- What Every Woman Knows (peça) (1908)
- Half an Hour (peça) (1913)
- Half Hours (1914) inclui:
  - Pantaloon
  - The Twelve-Pound Look
  - Rosalind
  - The Will
- The Legend of Leonora (1914)
- Der Tag (The Tragic Man) (peça) (1914)
- The New Word (peça) (1915)
- Charles Frohman: A Tribute (1915)
- Rosy Rapture (peça) (1915)
- A Kiss for Cinderella (peça) (1916)
- Real Thing at Last (peça) (1916)
- Shakespeare's Legacy (peça) (1916)
- A Strange Play (peça) (1917)
- Charwomen and the War or The Old Lady Shows her Medals (peça) (1917)
- Dear Brutus (1917) (peça)
- La Politesse (peça) (1918)
- Echoes of the War (1918) inclui:
  - The New Word
  - The Old Lady Shows Her Medals (1930)
  - A Well-Remembered Voice
  - Barbara's Wedding
- Mary Rose (1920)
- 1952 production of The Twelve Pound Look at Shimer College The Twelve-Pound Look (1921)
- Courage, o Discurso Reitorial proferido em St. Andrews University (1922)
- The Author (1925)
- Introdução biográfica à Scott's Last Expedition (prefácio) (original pub. 1913, introdução incluída apenas na edição de 1925)
- Cricket (1926)
- Shall We Join the Ladies? (1928) inclui:
  - Shall We Join the Ladies?
  - Half an Hour
  - Seven Women
  - Old Friends
- The Greenwood Hat (1930)
- Farewell Miss Julie Logan (1932)
- The Boy David (1936)
- M'Connachie and J. M. B. (1938)
- tratamento de história para filme As You Like It (1936)
- The Reconstruction of the Crime (peça), coescrito com EV Lucas (sem data, publicado pela primeira vez em 2017)
- Stories by English Authors: London (selecionada por Scribners, como colaboradora)
- Stories by English Authors: Scotland (selecionada por Scribners, como colaboradora)
- prefácio de The Young Visiters or, Mr. Salteena's Plan por Daisy Ashford
- The Earliest Plays of J. M. Barrie: Bandelero the Bandit, Bohemia and Caught Napping, editado por RDS Jack (2014)

## Biografia

### Livros
- Hammerton, J. A. (1929). Barrie: the Story of a Genius. New York: Dodd, Mead & Company
- Darlington, W. A. (1938). J. M. Barrie. London and Glasgow: Blackie & Son. ISBN 0-8383-1768-5
- Chalmers, Patrick (1938). The Barrie Inspiration. Peter Davies. ISBN 978-1-4733-1220-3.
- Mackail, Denis (1941). Barrie: The Story of J. M. B. New York: C. Scribner's Sons. ISBN 0-8369-6734-8
- Dunbar, Janet (1970). J. M. Barrie: The Man Behind the Image. London: Collins. ISBN 0-00-211384-8
- Birkin, Andrew (2003). J. M. Barrie and the Lost Boys: The Real Story Behind Peter Pan. [S.l.]: Yale University Press. ISBN 978-0-300-09822-8
- Chaney, Lisa (2006). Hide-and-Seek with Angels: A Life of J. M. Barrie. [S.l.]: Arrow. ISBN 978-0-09-945323-9
- Dudgeon, Piers (2009). Captivated: J. M. Barrie, the du Mauriers & the Dark Side of Neverland. [S.l.]: Vintage Books. ISBN 978-0-09-952045-0
- Telfer, Kevin (2010). Peter Pan's First XI: The Extraordinary Story of J. M. Barrie's Cricket Team. [S.l.]: Sceptre. ISBN 978-0-340-91945-3
- Ridley, Rosalind (2016). Peter Pan and the Mind of J. M. Barrie: An Exploration of Cognition and Consciousness. Cambridge Scholars Publishing. ISBN 978-1-4438-9107-3.
- Dudgeon, Piers (2016). J. M. Barrie and the Boy Who Inspired Him. [S.l.]: Thomas Dunne Books. ISBN 978-1-250-08779-9

### Publicações brasileiras
- Barrie, J.M. (2024). Peter Pan e Wendy. [S.l.]: Compêndio Nerd. ISBN 978-65-99-61295-4